# Forces armées de la république de Corée
Les Forces armées de la république de Corée (hangeul : 대한민국 국군 ; hanja : 大韓民國國軍) sont les forces militaires de la Corée du Sud. Elles sont responsables du maintien de la souveraineté et l'intégrité territoriale du pays, mais sont souvent engagées dans des guerres à l'étranger ainsi que dans des opérations humanitaires et de secours aux sinistrés à l'échelle nationale.

## Histoire

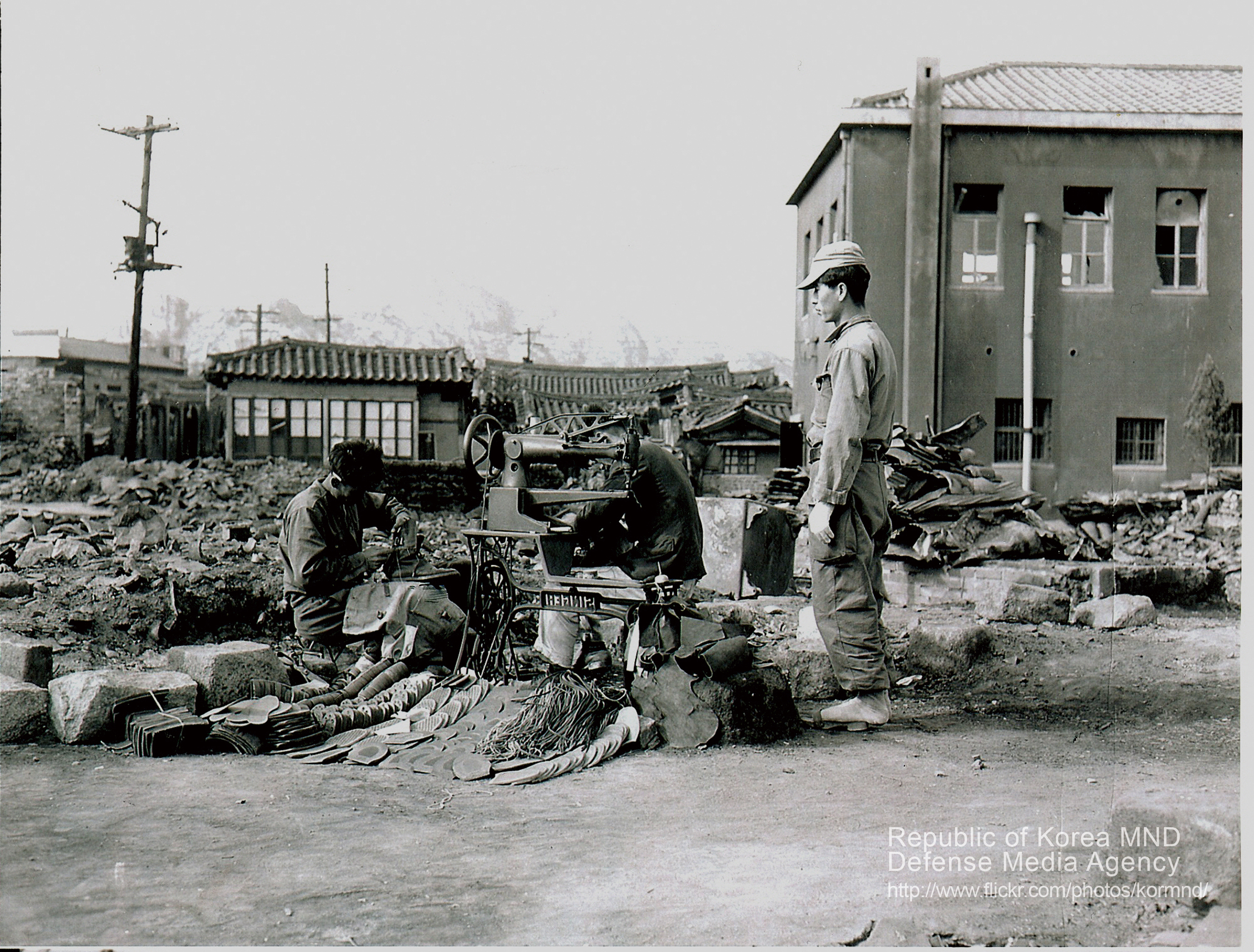
Soldat sud-coréen faisant réparer ses chaussures au milieu des ruines pendant la guerre de Corée en octobre 1950.

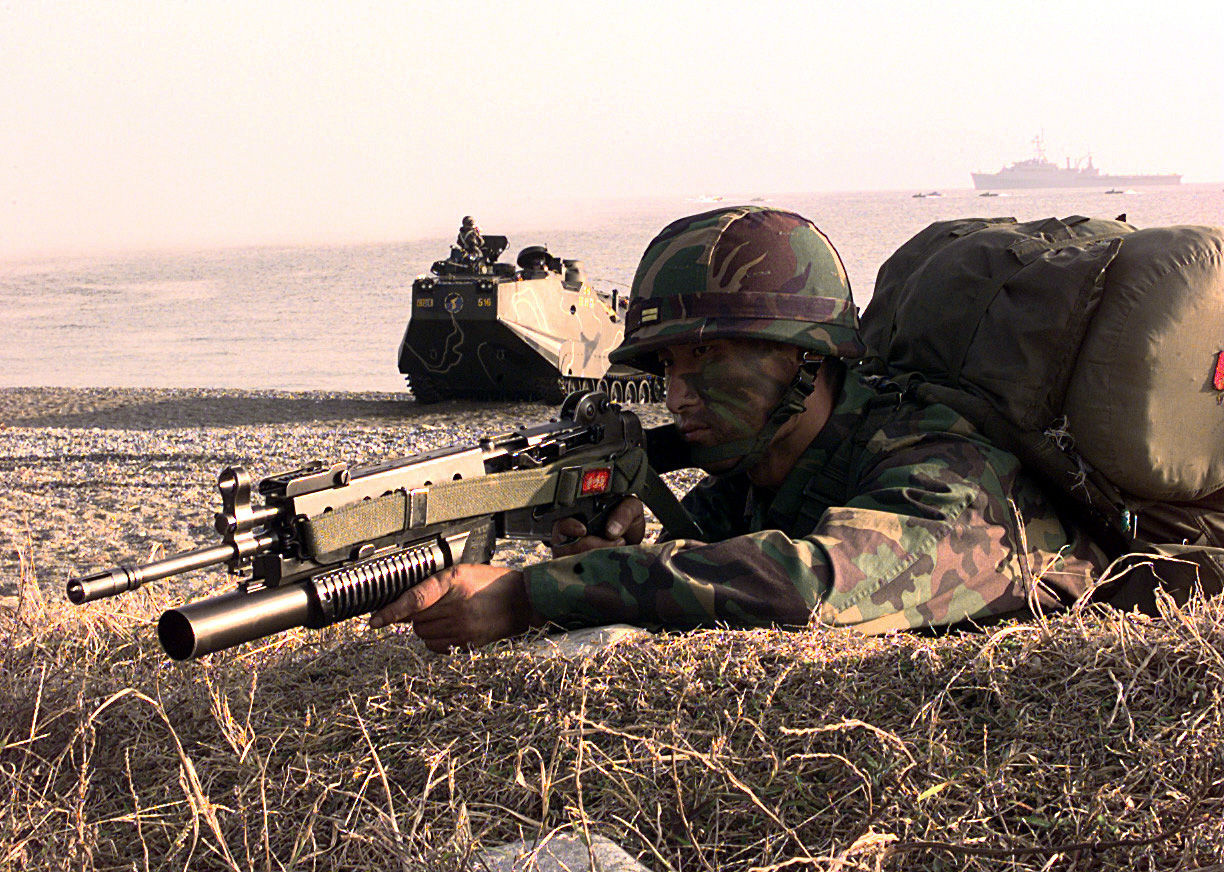
Soldat sud-coréen du Corps des Marines armé d'un Daewoo K2 en 1998. Un AAV-7A1 est visible au second plan.

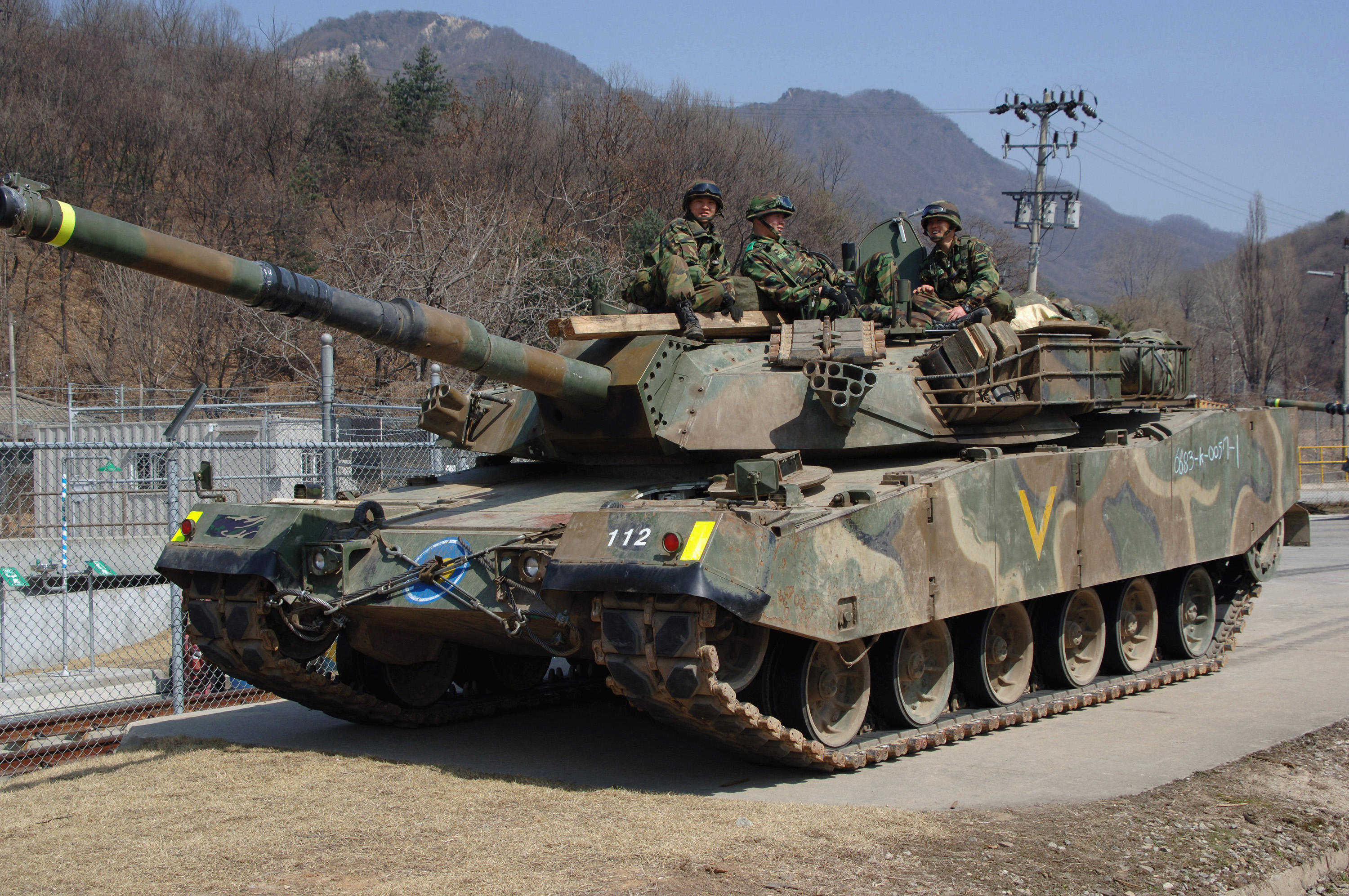
Char K1 de l'armée de terre sud-coréenne.

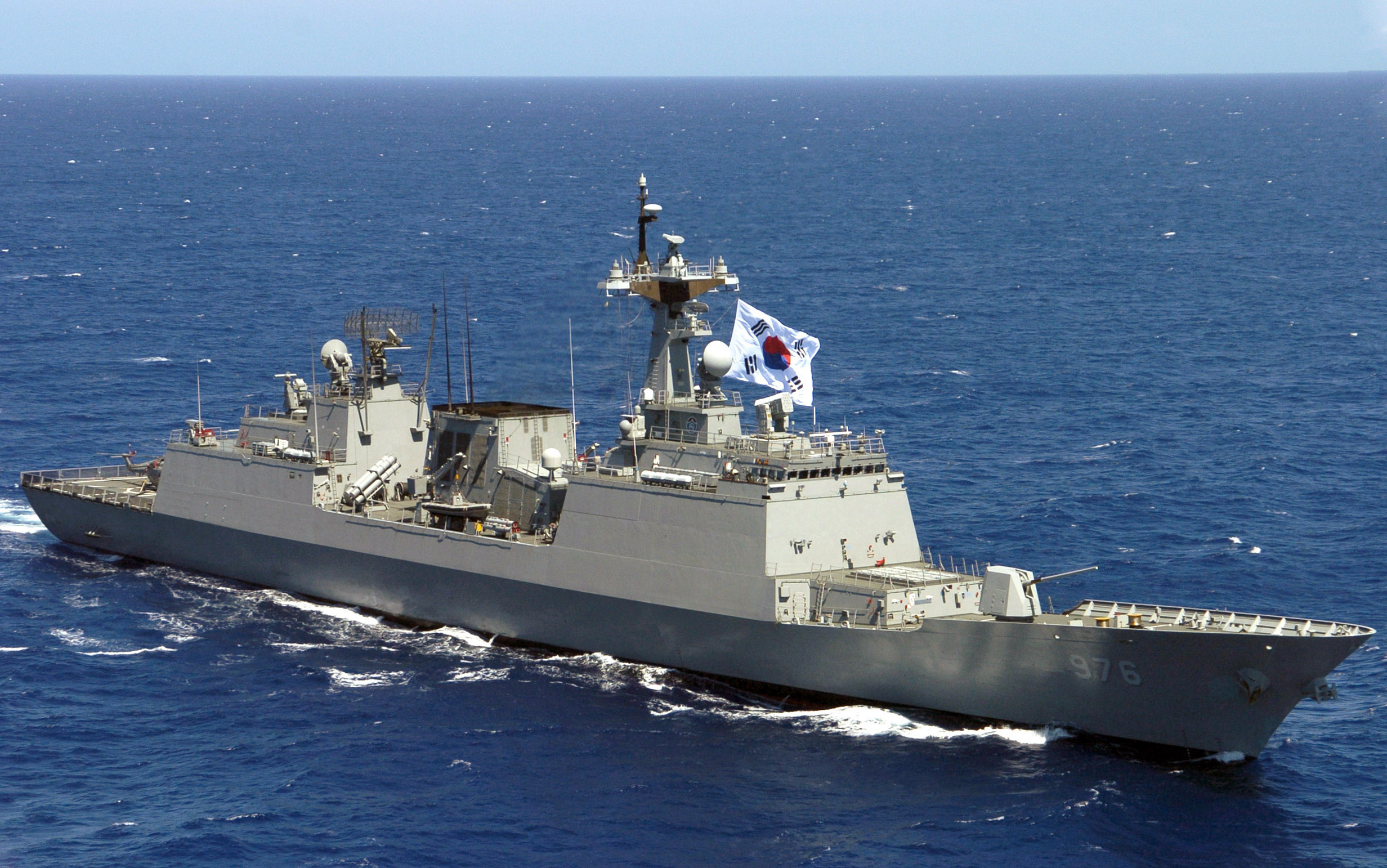
ROKS Munmu the Great (DDH 976) de la Marine de la république de Corée.

Héritières de l'armée de libération de Corée, les Forces armées sud-coréennes sont créées en 1948 à la suite de la partition de la Corée à partir d'une force de gendarmerie de 25 000 hommes créée par le gouvernement militaire de l'armée des États-Unis en Corée. Soutenues par les États-Unis, elles participent activement à la guerre de Corée entre 1950 et 1953 contre les puissances communistes (URSS, Chine et Corée du Nord) dans le cadre de la guerre froide. 

### Guerre du Vietnam
Plus de 325 000 hommes ont également été déployés au Sud-Viêt Nam lors de la guerre du Viêt Nam entre 1965 et 1973 afin de lutter contre le Viêt Cong. Considérée comme très efficace dans ce conflit, elle y perd environ 5 100 hommes. Le Pentagone négocia plusieurs accords secrets : les autorités américaines versèrent illégalement 1,7 milliard de dollars pour obtenir la participation de la Corée du Sud à la guerre. Entre les années 1950 et 1970, la Corée du Sud reçoit sept fois plus d'aide militaire extérieure que le Nord.
65 % des soldats furent exposés à l'« agent orange », cette substance chimique, extrêmement toxique, massivement  déversée par les forces américaines au Vietnam. 
Les troupes furent également responsables de très nombreuses exactions contre la population civile, notamment des massacres et des viols. Le massacre de Binh Hoa (Sud-Vietnam) lors duquel 430 civils – dont 166 enfants – sont tués, en est emblématique. Au total, environ 8 000 civils vietnamiens ont été exécutés par l'armée sud-coréenne au cours de la guerre,.
Le gouvernement sud-coréen refusera toujours de reconnaitre l'existence de ces exactions. Les archives militaires n'ont jamais été ouvertes aux historiens et aucune enquête du gouvernement n'a été conduite,.

### Collaboration internationale
L'armée sud-coréenne a participé à de nombreuses missions sous mandat de l'ONU, notamment en Somalie et au Sahara occidental. En 2003, membre de la coalition, elle est impliquée dans la guerre d'Irak dans une mission de reconstruction, lors de laquelle elle envoie au total 20 000 hommes dans le cadre de la coalition militaire en Irak jusqu'en décembre 2008.
Les forces sud-coréennes co-organisent avec les forces américaines plusieurs manœuvres dont l'exercice Ulchi Freedom Guardian.

## Composantes
L'armée sud-coréenne est divisée en 4 branches dont les commandants constituent le Comité des chefs d'état-major interarmées :
- Armée de terre de la république de Corée (대한민국 육군; 大韓民國陸軍: Daehanminguk Yukgun)
- Force aérienne de la république de Corée (대한민국 공군; 大韓民國空軍; Daehanminguk Gonggun)
- Marine de la république de Corée (대한민국 해군; 大韓民國海軍; Daehanminguk Haegun) 
  - Corps des Marines de la république de Corée (대한민국 해병대; 大韓民國海兵隊; Daehanminguk Haebyeongdae)

## Personnel
Il s'agit, dans les années 2010, de l'une des armées les plus importantes du monde en termes d'effectifs, ceux-ci étant néanmoins en baisse : 655 000 membres du personnel actif et 4 500 000 réservistes, soit un potentiel de 5 155 000 soldats, en 2013. Le nombre d'actifs atteint 625 000 en 2016, 618 000 en 2018[réf. nécessaire], 522 000 prévus en 2022 suite, entre autres, à l'évolution démographique du pays.

### Conscription
La conscription est toujours en vigueur. Les Sud-Coréens âgés de 18 à 28 ans doivent servir deux ans dans l'armée. Près de 20 000 objecteurs de consciences ont été emprisonnés, et parfois torturés, depuis la signature de l’armistice de 1953 qui mit fin à la guerre de Corée. Le refus de servir empêche par ailleurs d’être recruté par une administration ou par une grande entreprise, le dossier militaire étant exigé.

### Répression de l’homosexualité
Les relations homosexuelles constituent un délit pénal dans le code militaire, donnant lieu à une peine maximale de deux ans de prison, qu’elles soient consenties ou non, et aient lieu ou non dans les unités de l’armée.

## Budget
29,5 milliards de dollars américains[Combien ?] en 2010, soit 2,62 % du PNB[réf. nécessaire]. Le budget atteint 38 842,1 milliards de wons en 2016.

## Déploiements internationaux
1 453 soldats sont au total déployés en dehors du pays en 2012.
- Afghanistan : 350 soldats
- Haïti : 238 soldats
- Liban : 359 soldats
- Somalie : 304 soldats
- Émirats arabes unis : 147 soldats.
  -  Soudan du Sud - 282